# Козьма Минин (бронепоезд)

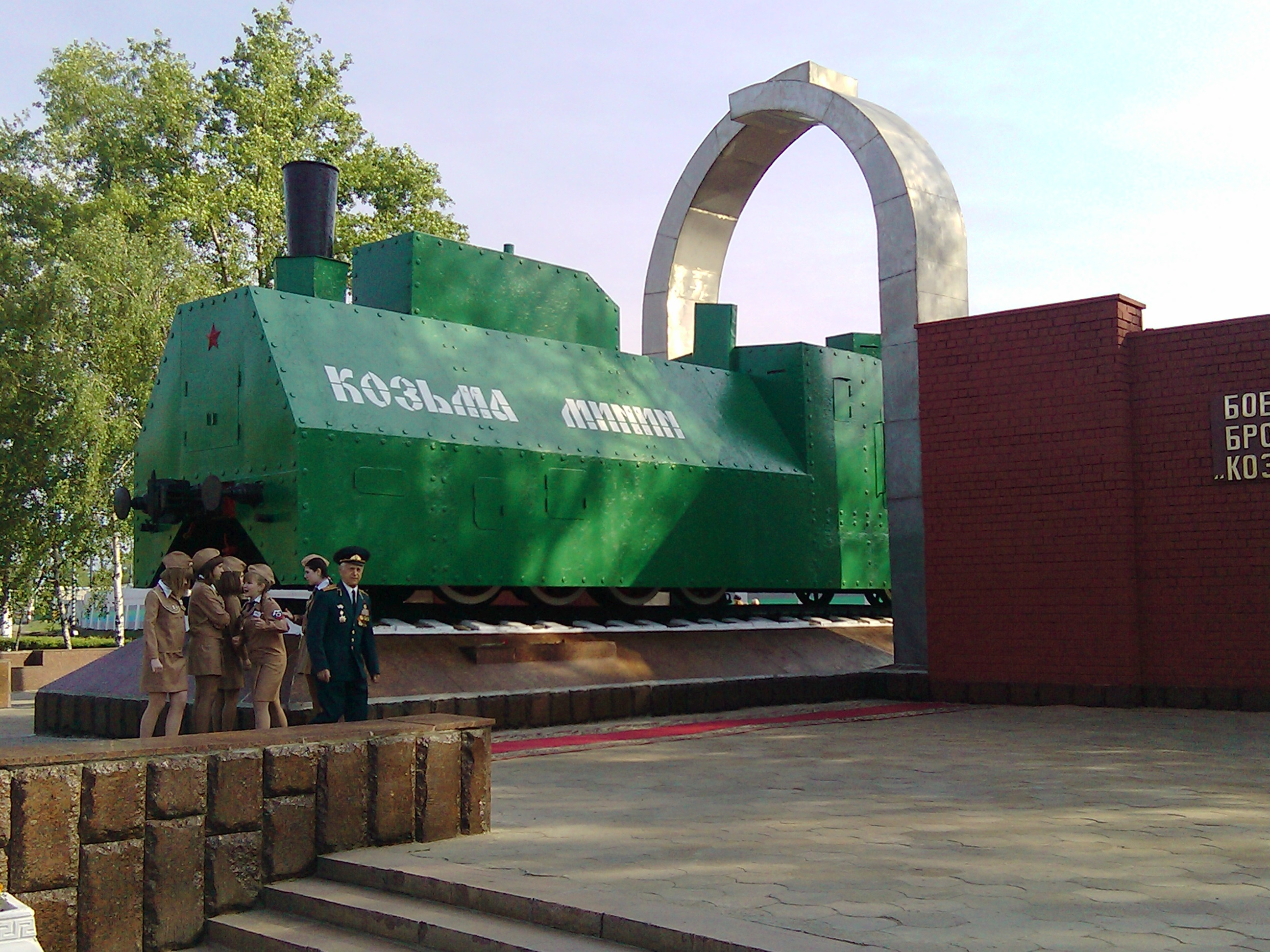
Реплика бронепаровоза БП «Козьма Минин» на постаменте в Нижнем Новгороде

Бронепоезд № 1 «Козьма Минин» (с 5 декабря 1942 г. бронепоезд № 659 «Козьма Минин») — изделие (бронепоезд, БП), построенный в октябре 1941-го — феврале 1942 года железнодорожниками, рабочими паровозных и вагонных депо станции Горький-Московский на собственные средства в свободное от работы время, и формирование (подразделение, броневой поезд, бп, бепо) которое входило в 31-й отдельный особый Горьковский дивизион бронепоездов (31-й ооднбп).
«Козьма Минин» — один из самых известных бронепоездов Великой Отечественной войны — был построен зимой 1941—1942 годов в локомотивном депо станции Горький — Московский под руководством инженера Леонида Дмитриевича Рыбенкова.
Также встречаются его следующие наименования: бронепоезд «Козьма Минин» 31-го однбп; бронепоезд № 1 31-го однбп; бронепоезд № 659 31-го однбп.

О боевых заслугах экипажей бронепоездов в Великой Отечественной войне напоминают установленные на вечную стоянку бронепаровозы Ок-139 в Нижнем Новгороде, Ов-3345 в Муроме, водившие бронепоезда № 659 «Козьма Минин» и № 702 «Илья Муромец» в составе 31-го отдельного особого Горьковско-Варшавского ордена Александра Невского дивизиона бронепоездов.— Ефимьев А. В., Манжосов А. Н., Сидоров П. Ф. Бронепоезда в Великой Отечественной войне 1941 — 1945.
В первые месяцы войны, еще до появления директивы Народного комиссара обороны СССР за № 22сс о строительстве броневых поездов, 24 октября 1941 года на пленуме Горьковского областного комитета (обком) ВКП(б) было принято решение о строительстве «двух мощных броневых поездов», предназначенных для защиты Москвы от немецко-фашистских захватчиков.
Начальник Горьковской железной дороги В. А. Ухтомский возложил руководство сооружением бронепоезда на в тот момент заместителя начальника паровозной службы дороги Л. Д. Рыбенкова. Поскольку работники паровозных и вагонных депо не имели чертежей и опыта строительства броневых поездов, Горьковский обком партии обратился за помощью к командованию Ремонтной базы № 6 НКО СССР (РБ № 6), дислоцированной в городе Богородск после передислокации из Брянска (РБ № 6, ранее Мастерские военного склада № 60, с 1930 года занималась проектированием броневого железнодорожного вооружения).
После согласования с ГАБТУ РККА ремонтная база № 6 передала руководству горьковского депо чертежи на броневой паровоз и бронеплощадку ПЛ-42, разработанную с учётом предыдущего опыта по изготовлению особого бронепоезда № 1 «За Сталина!». Помимо этого, в помощь для изготовления бронепоезда направили бригаду опытных работников РБ № 6. «Козьма Минин», так наименовали бронепоезд, был готов к 21 февраля 1942 года. 5 декабря 1942 года на основании распоряжения Начальника ГБТУ РККА № 1109420 бронепоезд № 1 31-го ооднбп получил новый № 659.

## Изделие
В боевую часть бронепоезда входили бронепаровоз, две крытые бронеплощадки, две открытые артиллерийские бронеплощадки и четыре двухосных контрольные платформы. Каждая крытая бронеплощадка была вооружена двумя 76,2-мм пушками Ф-34 в башнях от танков Т-34. Кроме спаренных с этими пушками 7,62-мм пулемётами ДТ, бронеплощадки имели по четыре ДТ в шаровых опорах в бортах — по две на каждый борт. Открытые артиллерийские площадки разделены по длине на три отсека. В переднем и заднем отсеках установлены по 2 25-мм зенитные пушки, а в центральном отсеке находилась пусковая установка М-8-24 реактивных снарядов М-8.
Толщина боковой брони бронеплощадок 45 мм, крытые бронеплощадки имели верхнюю броню толщиной 20 мм. Бронепаровоз Оп имел толщину брони: на будке машиниста, цилиндрах, рубке командира бронепоезда — 45 мм, на тендере, котле, сухопарнике, ходовой части — 30 мм. Бронепаровоз использовался в качестве тяги только в боевых условиях. В походе и на манёврах использовался обычный паровоз (так называемый чёрный паровоз). На тендере бронепаровоза была оборудована командирская рубка, соединенная с будкой машиниста бронированной дверью. Из этой рубки командир бронепоезда управлял действиями бронеплощадок с помощью телефонной связи. Для внешней связи в его распоряжении имелась радиостанция дальнего действия РСМК.

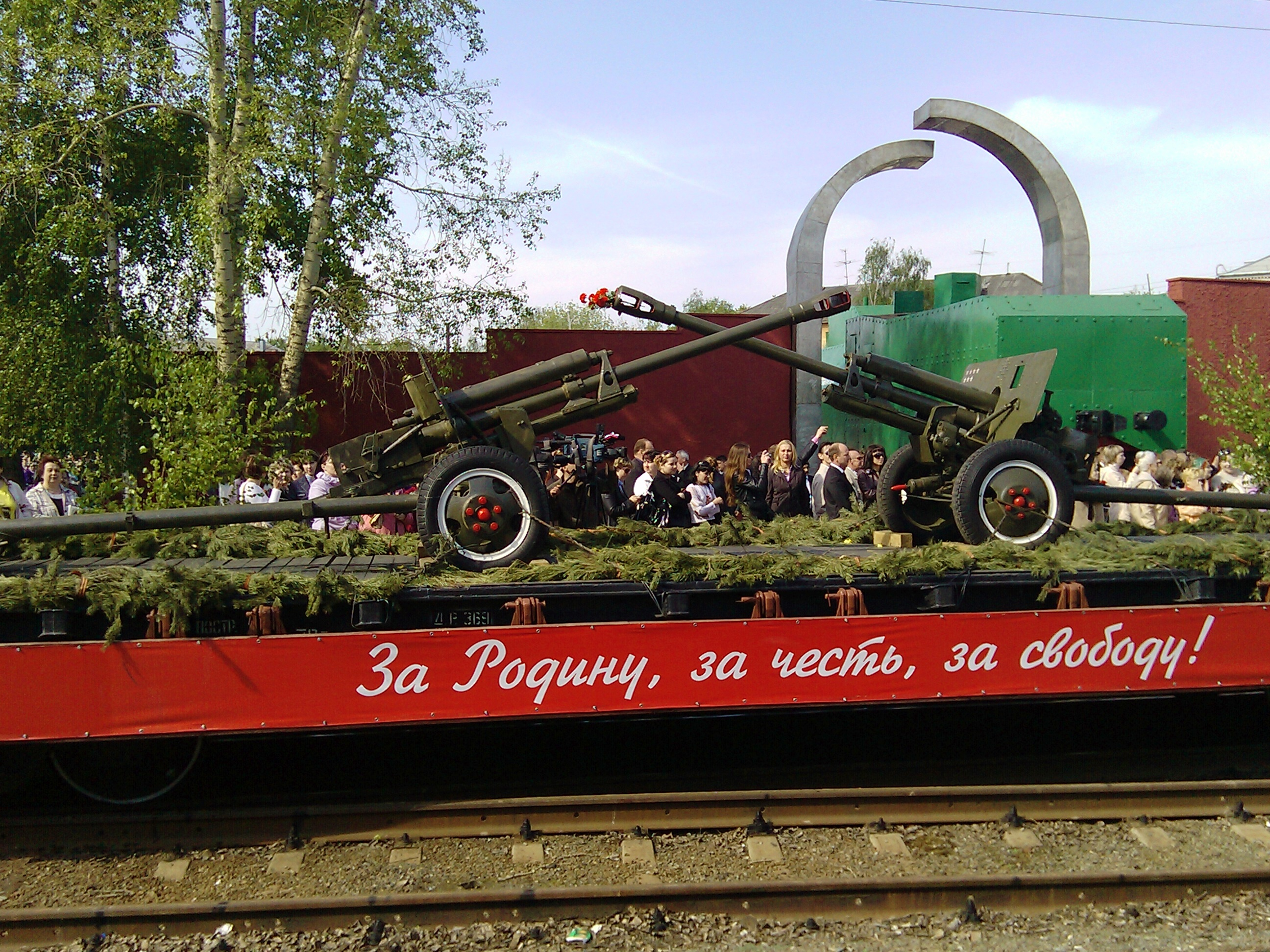
Противотанковые орудия «Поезда Победы» на фоне реплики бронированного тендера бронепоезда «Козьма Минин».

Благодаря наличию четырех длинноствольных 76,2-мм пушек Ф-34 бронепоезд мог обеспечить высокую концентрацию артиллерийского огня и вести прицельную стрельбу на дальность до 12 километров, а пусковые установки М-8-24 позволяли ему успешно поражать живую силу и технику противника. Эти особенности бронепоезда хорошо дополнялись возможностью возить с собой большой боезапас.

## Формирование
В январе 1942 года на должность командира броневого поезда был назначен старший лейтенант Тимофей Петрович Белов.
9 февраля в Горький прибыл броневой поезд № 2 «Илья Муромец» из Мурома, построенный по тем же чертежам. 21 февраля 1942 года было завершено сформирование 31-го отдельного особого Горьковского дивизиона бронепоездов.
Отважно действовал в дни Курской битвы экипаж броневого поезда № 659 — «Козьма Минин» (командир — капитан Т. П. Белов), обеспечивая огневую поддержку наступающим войскам 61-й армии.